# Gasisuchi
Gasisuchi är en ort i Mexiko.   Den ligger i kommunen Bocoyna och delstaten Chihuahua, i den nordvästra delen av landet, 1 300 km nordväst om huvudstaden Mexico City. Gasisuchi ligger 2 392 meter över havet och antalet invånare är 216.
Terrängen runt Gasisuchi är kuperad norrut, men söderut är den platt. Runt Gasisuchi är det mycket glesbefolkat, med 7 invånare per kvadratkilometer. Närmaste större samhälle är Creel, 2,6 km nordost om Gasisuchi. I omgivningarna runt Gasisuchi växer huvudsakligen savannskog.